# Yannick Schroeder
Yannick Schroeder (* 10. August 1979 in Metz) ist ein französischer Rennfahrer.
Nachdem Schroeder 1995 im Kartsport aktiv gewesen war, wechselte er 1996 in den Formelsport in die französische Formel Renault Campus. Danach ging er für zwei Jahre in der französischen Formel Renault an den Start und wurde 1998 Siebter in der Gesamtwertung. 1999 wechselte der Franzose in die französische Formel-3-Meisterschaft. Nach Platz zehn in der ersten Saison, belegte er in seiner zweiten Saison den neunten Gesamtrang. 2001 wechselte er erneut die Serie und ging für zwei Jahre in der Euro 3000 an den Start. Nachdem er in seiner ersten Saison 15. wurde, verbesserte er sich 2002 auf den sechsten Platz in der Gesamtwertung.
2003 wechselte Schroeder in die Formel 3000. Als Teamkollege von Jaroslav Janiš startete er für das tschechische Team Superfund ISR - Charouz. Der Franzose, der bei fünf Rennen Punkte erzielte, verließ sein Team zwei Rennen vor Saisonende und belegte den zwölften Gesamtrang. 2004 blieb Schroeder in der Formel 3000 und bestritt seine zweite Saison für Durango Corse. Aus finanziellen Gründen war seine Saison erneut zwei Rennen vor Saisonende beendet und er wurde durch Matteo Meneghello ersetzt. Mit einem dritten Platz als bestes Resultat belegte er am Saisonende den neunten Gesamtrang.
Nachdem er nach der Saison 2004 kein Cockpit mehr erhalten hatte, beendete Schroeder seine Motorsportkarriere.

## Karrierestationen
- 1995: Kartsport
- 1996: Französische Formel Renault Campos
- 1997: Französische Formel Renault
- 1998: Französische Formel Renault (Platz 7)
- 1999: Französische Formel-3-Meisterschaft (Platz 10)
- 2000: Französische Formel-3-Meisterschaft (Platz 9)
- 2001: Euro 3000 (Platz 15)
- 2002: Euro 3000 (Platz 6)
- 2003: Formel 3000 (Platz 12)
- 2004: Formel 3000 (Platz 9)